# عناصر التصميم والإنشاء المعماري (كتاب)
عناصر التصميم والإنشاء المعماري أو بيانات المعماريين معروف أيضًا باسم نيوفيرت (بالألمانيّة: Bauentwurfslehre) هو كتاب مرجعي معماري للمتطلبات المكانيّة في التصميم وتخطيط المواقع والعوامل البشريّة. قام بنشره المعمار الألماني إرنيست نيوفيرت لأول مرة في عام 1936، ويشمل الآن 39 طبعة ألمانيّة و 17 ترجمة بلغات أخرى، حيث صدر من الكتاب ثلاثة إصدارات باللغة العربيّة. وقد تم بيع حوالي 500,000 نسخة منه إلى الآن.

## المحتوى
يقدم الكتاب بيانات ومعلومات معماريّة مهمّة تنظّم عمليّات التصميم والتخطيط لمشاريع المباني المختلفة، ويشمل العديد من أنواع الأبنية. كما يغطّي متطلبات المستعمِل، ويحتوى على المعايير الأساسيّة للتصميم، بالإضافة إلى بعض التفاصيل المهمّة.

## وصلات خارجية
- النُسخة العربيّة الثالثة من نيوفيرت